# Монарх білогузий
Монарх білогузий (Symposiachrus everetti) — вид горобцеподібних птахів родини монархових (Monarchidae). Ендемік Індонезії. Вид названий на честь британського колоніального адміністратора і колекціонера Альфреда Еверетта.

## Опис
Довжина птаха становить 14 см. Голова, груди і верхня частина тіла чорні, нижня частина тіла, гузка і кінчики стернових пер білі. Молоді птахи сіруваті і коричнюваті.

## Поширення і екологія
Білогузі монархи є ендеміками острова Танаджампеа в архіпелазі Селаяр. Вони живуть в тропічних і мангрових лісах та в чагарникових заростях.

## Збереження
МСОП класифікує цей вид як такий, що знаходиться під загрозою зникнення. За оцінками дослідників, популяція білогузих монархів становить від 600 до 1700 птахів. Їм загрожує знищення природного середовища.